# Davanti alla legge
Davanti alla legge è un film muto italiano del 1916 diretto da Carlo Campogalliani.